# Mathieu De Smet
Mathieu De Smet (Maldegem, 27 april 2000) is een Belgisch voetballer, die doorgaans speelt als aanvallende middenvelder. De Smet werd in juli 2019 uit de jeugd opgenomen in het eerste elftal SV Zulte Waregem. In de zomer van 2021 werd hij verhuurd aan het Nederlandse TOP Oss die in de Keuken Kampioen Divisie uitkomt.

## Clubcarrière
De Smet doorliep de jeugdreeksen van KSK Maldegem, Club Brugge, KAA Gent en SV Zulte Waregem. Op 13 april 2019 maakte hij zijn debuut in de hoogste afdeling. In de thuiswedstrijd tegen Royal Excel Moeskroen mocht De Smet starten en werd in de 58ste minuut vervangen door Nill De Pauw. De wedstrijd eindigde op 2–2. Vanaf juli 2019 maakte hij definitief deel uit van het eerste elftal.
In januari 2020 werd hij door Zulte Waregem voor een half seizoen uitgeleend aan KMSK Deinze. Hier kwam hij, mede door het vroegtijdig stopzetten van de competitie door de coronapandemie, slechts aan 3 competitiewedstrijden. Wel werd hij met Deinze uitgeroepen tot kampioen van de reeks.
Na deze uitleenbeurt sloot De Smet in de voorbereiding van het seizoen 2020/21 terug aan bij de A-kern van Zulte Waregem. Nadat hij al twee keer mocht invallen kreeg hij op 16 januari 2021 voor het eerst dat seizoen een basisplaats in de uitwedstrijd tegen Waasland-Beveren. Zulte Waregem won deze wedstrijd overtuigend met 1-5 waarbij De Smet de assist gaf aan Gianni Bruno voor het derde Waregemse doelpunt. Enkele dagen later wist hij zijn eerste doelpunt te scoren in zijn profcarrière, in de thuiswedstrijd tegen Oud-Heverlee Leuven scoorde De Smet de 2-0. Zulte-Waregem zou de wedstrijd uiteindelijk wel nog verliezen met 2-3. Op 25 januari 2021 werd zijn lopende contract, dat in juni van dat jaar zou aflopen, verlengt tot juni 2023.

## Clubstatistieken
| Seizoen | Club               | Competitie             | Competitie | Competitie | Beker | Beker | Internationaal | Internationaal | Totaal | Totaal |
| Seizoen | Club               | Competitie             | Wed.       | Dlp.       | Wed.  | Dlp.  | Wed.           | Dlp.           | Wed.   | Dlp.   |
| ------- | ------------------ | ---------------------- | ---------- | ---------- | ----- | ----- | -------------- | -------------- | ------ | ------ |
| 2018/19 | SV Zulte Waregem   | Eerste klasse A        | 6          | 0          | 0     | 0     | —              | —              | 6      | 0      |
| 2019/20 | SV Zulte Waregem   | Eerste klasse A        | 3          | 0          | 2     | 0     | —              | —              | 5      | 0      |
| 2019/20 | KMSK Deinze        | Eerste klasse Amateurs | 3          | 0          | 0     | 0     | —              | —              | 3      | 0      |
| 2020/21 | → SV Zulte Waregem | Eerste klasse A        | 5          | 1          | 0     | 0     | —              | —              | 5      | 1      |
| 2021/22 | → TOP Oss          | Eerste Divisie         | 0          | 0          | 0     | 0     | —              | —              | 0      | 0      |
| Totaal  | Totaal             | Totaal                 | 17         | 1          | 2     | 0     | 0              | 0              | 19     | 1      |

Bijgewerkt op 25 januari 2021.

## Interlandcarrière
De Smet is een voormalig Belgisch jeugdinternational bij de U19.

## Palmares
| Kampioen Eerste klasse Amateurs | 1x | 2019/20 |

## Familie
Zijn oudere broer Thibault De Smet komt sinds de zomer van 2020 uit voor de Franse eersteklasser Stade De Reims.